# Fotbal Club Brașov 2010-2011
Questa voce raccoglie le informazioni riguardanti il Fotbal Club Brașov nelle competizioni ufficiali della stagione 2010-2011.

## Rosa
Fonte:
| N. |                       | Ruolo | Calciatore         |
| -- | --------------------- | ----- | ------------------ |
|    | Romania (bandiera)    | P     | Cristian Hăisan    |
|    | Romania (bandiera)    | P     | Gabriel Kajcsa     |
|    | Romania (bandiera)    | P     | Traian Marc        |
|    | Romania (bandiera)    | D     | Emanuel Crețulescu |
|    | Brasile (bandiera)    | D     | Diego Gaúcho       |
|    | Romania (bandiera)    | D     | Cristian Ionescu   |
|    | Slovacchia (bandiera) | D     | Peter Majerník     |
|    | Romania (bandiera)    | D     | Cristian Oroș      |
|    | Romania (bandiera)    | D     | Vlad Potecu        |
|    | Romania (bandiera)    | D     | Adrian Rusu        |
|    | Romania (bandiera)    | D     | Ionuț Voicu        |
|    | Romania (bandiera)    | C     | Alexandru Chipciu  |
|    | Romania (bandiera)    | C     | Marian Cristescu   |

| N. |                                 | Ruolo | Calciatore       |
| -- | ------------------------------- | ----- | ---------------- |
|    | Argentina (bandiera)            | C     | David Distéfano  |
|    | Portogallo (bandiera)           | C     | Filipe Teixeira  |
|    | Romania (bandiera)              | C     | Robert Ilyeș     |
|    | Bosnia ed Erzegovina (bandiera) | A     | Dejan Martinović |
|    | Romania (bandiera)              | A     | Alexandru Mateiu |
|    | Portogallo (bandiera)           | C     | Nuno Viveiros    |
|    | Romania (bandiera)              | C     | Florin Stângă    |
|    | Cile (bandiera)                 | C     | Juan Toloza      |
|    | Brasile (bandiera)              | C     | Williams         |
|    | Romania (bandiera)              | A     | Cătălin Dedu     |
|    | Romania (bandiera)              | A     | Attila Hadnagy   |
|    | Brasile (bandiera)              | A     | Josias Cardoso   |
|    | Romania (bandiera)              | A     | Cosmin Năstăsie  |